# Каррега-Лігуре
Каррега-Лігуре, Карреґа-Ліґуре (італ. Carrega Ligure, п'єм. Cariegà) — муніципалітет в Італії, у регіоні П'ємонт,  провінція Алессандрія.
Каррега-Лігуре розташована на відстані близько 410 км на північний захід від Рима, 130 км на південний схід від Турина, 55 км на південний схід від Алессандрії.
Населення — 84 особи (2014).
Щорічний фестиваль відбувається 9 січня. Покровитель — San Giuliano.

## Демографія
Населення за роками:

Станом на 1 січня 2023 року в муніципалітеті офіційно проживав 1 іноземець (громадянин Румунії).

## Сусідні муніципалітети
- Кабелла-Лігуре
- Фашія
- Горрето
- Монджардіно-Лігуре
- Оттоне
- Пропата
- Вальбревенна
- Воббія